# Marko Dugandžić
Marko Dugandžić (n. 7 aprilie 1994, Osijek, cantonul Osijek-Baranja, Croația) este un fotbalist croat, care joacă pe post de atacant la FC Seoul în K League 1. Pe plan internațional, are prezențe la națională pentru Croația U16⁠(d), Croația U18⁠(d), Croația U-19⁠(d) și Croația U-21⁠(d).

## Cariera de club
Performanțele sale bune pentru Osijek a atras interesul multor echipe europene, precum Fiorentina, Blackburn Rovers și Leeds United. În schimb, a semnat pentru Ternana din Serie B în ianuarie 2015.
În ianuarie 2020 a ajuns pentru prima dată în Campionatul României la FC Botoșani. A reușit să se impună rapid, marcând 11 goluri în 20 de apariții. A părăsit România în octombrie 2020 pentru a se alătura formației ruse PFC Soci.
În ianuarie 2022 a semnat un contract cu CFR Cluj. A evoluat pentru echipa clujeană timp de jumătate de sezon, înainte de a se alătura în vara lui 2022 echipei FC Rapid București. Cu Rapid, Dugandžić a reușit să devină golgheterul sezonului 2022-2023, marcând 22 de goluri.

## Statistici

### Club
La 22 mai 2023.
| Club               | Sezon            | Ligă             | Ligă     | Ligă   | Cupă     | Cupă   | Continental | Continental | Altele   | Altele | Total    | Total  |
| Club               | Sezon            | Divizie          | Apariții | Goluri | Apariții | Goluri | Apariții    | Goluri      | Apariții | Goluri | Apariții | Goluri |
| ------------------ | ---------------- | ---------------- | -------- | ------ | -------- | ------ | ----------- | ----------- | -------- | ------ | -------- | ------ |
| Osijek             | 2012–13          | Prva NHL         | 6        | 0      | 0        | 0      | 2           | 0           | –        | –      | 8        | 0      |
| Osijek             | 2013–14          | Prva NHL         | 26       | 3      | 4        | 3      | –           | –           | –        | –      | 30       | 6      |
| Osijek             | 2014–15          | Prva NHL         | 6        | 0      | 1        | 0      | –           | –           | –        | –      | 7        | 0      |
| Osijek             | 2018–19          | Prva NHL         | 3        | 0      | 3        | 2      | –           | –           | –        | –      | 6        | 2      |
| Osijek             | 2019–20          | Prva NHL         | 3        | 0      | 1        | 1      | 1           | 0           | –        | –      | 5        | 1      |
| Osijek             | Total            | Total            | 44       | 3      | 9        | 6      | 3           | 0           | 0        | 0      | 56       | 9      |
| Ternana (împrumut) | 2014–15          | Serie B          | 6        | 0      | –        | –      | –           | –           | –        | –      | 6        | 0      |
| Ternana            | 2015–16          | Serie B          | 12       | 1      | 2        | 1      | –           | –           | –        | –      | 14       | 2      |
| Ternana            | 2016–17          | Serie B          | 3        | 0      | 2        | 0      | –           | –           | –        | –      | 5        | 0      |
| Ternana            | Total            | Total            | 21       | 1      | 4        | 1      | 0           | 0           | 0        | 0      | 25       | 2      |
| Matera             | 2017–18          | Serie C          | 25       | 5      | 0        | 0      | –           | –           | 1        | 1      | 26       | 6      |
| Botoșani           | 2019–20          | Liga I           | 13       | 8      | –        | –      | –           | –           | –        | –      | 13       | 8      |
| Botoșani           | 2020–21          | Liga I           | 5        | 2      | –        | –      | 2           | 1           | –        | –      | 7        | 3      |
| Botoșani           | Total            | Total            | 18       | 10     | 0        | 0      | 2           | 1           | 0        | 0      | 20       | 11     |
| Soci               | 2020–21          | RPL              | 14       | 1      | 3        | 1      | –           | –           | –        | –      | 17       | 2      |
| Soci               | 2021–22          | RPL              | 4        | 1      | 0        | 0      | 3           | 2           | –        | –      | 7        | 3      |
| Soci               | Total            | Total            | 18       | 2      | 3        | 1      | 3           | 2           | 0        | 0      | 24       | 5      |
| CFR Cluj           | 2021–22          | Liga I           | 13       | 1      | –        | –      | –           | –           | –        | –      | 13       | 1      |
| CFR Cluj           | 2022–23          | Liga I           | 1        | 0      | –        | –      | 2           | 0           | 1        | 0      | 4        | 0      |
| CFR Cluj           | Total            | Total            | 14       | 1      | –        | –      | 2           | 0           | 1        | 0      | 17       | 1      |
| Rapid București    | 2022–23          | SuperLiga        | 37       | 22     | 4        | 0      | –           | –           | –        | –      | 41       | 22     |
| Total în carieră   | Total în carieră | Total în carieră | 177      | 44     | 20       | 8      | 10          | 3           | 2        | 1      | 209      | 56     |

1. ↑  Apariții în Coppa Italia Serie C

## Palmares
CFR Cluj
- Liga I: 2021–22
- Supercupa României finalist: 2022

Individual
- SuperLiga golgheter: 2022–23